# Alex Caniggia
Alexander Dimitri Paul Caniggia Nannis (Buenos Aires; 15 de febrero de 1993) es un cantante, actor, influencer y presentador de televisión argentino. Es hermano mellizo de Charlotte Caniggia e hijo del exfutbolista argentino Claudio Caniggia y de la mediática argentina Mariana Nannis.

## Biografía

### Vida personal
Hijo del futbolista Claudio Caniggia y de la mediática Mariana Nannis, hermano mellizo de la actriz Charlotte Caniggia y hermano del artista Kevin Axel Caniggia, sus abuelos por parte de su padre fueron Vicente Hugo Caniggia (fallecido en 2014) y Nélida Tomasa Iglesias de Caniggia (fallecida en  1996). Alex creció, debido a la carrera de su padre Claudio, en diferentes partes del mundo entre ellas Portugal, Italia, Escocia y España, más específicamente Marbella, donde vivió la mayor parte de su vida en los años de su infancia y adolescencia, en 2012 viajó a Argentina donde reside actualmente.

## Carrera
Sus apariciones televisivas empezaron en 1998, en diferentes programas de televisión, junto a su madre Mariana Nannis. En 2010, Alex participó junto a su madre y a su hermana Charlotte Caniggia en Mujeres ricas, un reality show emitido por La Sexta en España. Aunque no era el protagonista del programa, Alex inició su gusto a exponerse ante cámaras mostrando sus diversas excentricidades. Alex lanzó, como cantante, los sencillos Siempre al top, Quien lo diría, Dancing in the club, Congelé mi corazón, Amiga na’ más, Barats y Charlotte, Champagne, Choripan, aunque sus clips se destacaron más por las polémicas que por lo musical. Alex actuó en el film Bañeros 5: Lentos y cargosos.
En la televisión argentina hizo su primera aparición cuando fue a apoyar a su hermana, que se encontraba participando en Bailando 2012. Con su excéntrica personalidad cautivó a Marcelo Tinelli, e ingresó a la competencia para ocupar el puesto del boxeador, Maravilla Martinez que abandonó voluntariamente. Alex conformó equipo con Astrid Kadomoto, como entrenador y la bailarina Sofia Macaggi, como partenaire quien luego sería su pareja sentimental. Luego de permanecer 172 días de competencia superando siete sentencias en las cuales eliminó a figuras como Karina Jelinek/María Vázquez y Verónica Perdomo, Alex es eliminado con el 40.44% de los votos del público televisivo frente a la actriz y conductora Florencia Peña, quedándose con el 9.º puesto. En teatro Alex actuó en la obra Despedida de casado en el 2013 y en la obra Escuela de Pijudos en el 2020.
Debido a su gran furor en la televisión, Alex debuta junto a su hermana y gran elenco en la obra Despedida de casados en la cual se produciría una escandalosa salida de él y su hermana por una supuesta deuda;
en 2013 luego de 1 año de relación Alex se separa de Sofia Macaggi a quien conoció en Bailando 2012. Durante 2017 hasta 2019 Alex participó y protagonizó con su hermana el reality Caniggia libre, que contó con tres temporadas, en el cual se nos presenta sus vidas como millonarios, sus aventuras, peleas, fiestas, y su criterio inimputable.
En 2019 ingresó al reality chileno, Resistiré, en el cual todos los participantes fueron abandonados en un refugio, en el medio de la nada y sin camas, baños interiores, alimentos preparados ni suministro de agua potable, pero con el medio millón de dólares que corresponde al premio final: Alex resultó el tercer eliminado al perder el duelo frente a la colombiana Zuleidy Aguilar. Al mes reingresa a la competencia, esta vez acompañado por su hermana, pero luego de 9 días ambos se retiraron.
En el 2020 Alex participó en el concurso de canto televisivo, conducido por Marcelo Tinelli y en el cual Alex fue el primer descalificado, Cantando 2020. En el 2021 Alex participó en el concurso culinario MasterChef Celebrity Argentina 2, conducido por Santiago del Moro y en el cual Alex obtuvo el 7.º puesto, y fue panelista en el programa humorístico Polémica en el bar, conducido por Mariano Iúdica. En el 2022 Alex fue el ganador de El hotel de los famosos, el nuevo reality show conducido por Pampita y Leandro Leunis.

## Filmografía

### Televisión
Incluye televisión de aire, cable y streaming.
| Año        | Título                         | Rol                  | Medio      | Notas                                |
| ---------- | ------------------------------ | -------------------- | ---------- | ------------------------------------ |
| 2012       | Bailando 2012                  | Concursante          | El Trece   | 18.º eliminado                       |
| 2016       | Bailando 2016                  | Concursante invitado | El Trece   |                                      |
| 2017, 2019 | MTV Caniggia Libre             | El mismo             | MTV        | Reparto principal                    |
| 2019       | RE$I$TIRÉ                      | Concursante          | Mega       | Abandono voluntario / 3.er eliminado |
| 2020       | Cantando 2020                  | Concursante          | El Trece   | Descalificado                        |
| 2021       | MasterChef Celebrity Argentina | Concursante          | Telefe     | 14.º eliminado (T2)                  |
| 2021       | Polémica en el bar             | Panelista            | América TV |                                      |
| 2022       | El Hotel de los Famosos        | Concursante          | El Trece   | Ganador (T1)                         |
| 2023       | El Hotel de los Famosos        | El mismo             | El Trece   | Invitado especial (T2)               |
| 2023       | Los desconocidos de siempre    | Conducción           | El Trece   |                                      |
| 2023       | Gran Hermano VIP               | Concursante          | Telecinco  | Expulsión disciplinaria              |
| 2024       | Toda                           | Conducción           | Youtube    | [ 23 ]                               |

### Cine
| Año  | Título                       | Personaje | Notas          |
| ---- | ---------------------------- | --------- | -------------- |
| 2018 | Bañeros 5: Lentos y cargosos | Alex      | Coprotagonista |

## Teatro
- Despedida de Casados (2012/2013)
- Escuela de Pijudos (2020)[12]

## Temas interpretados
- Quien lo diría
- Dancing in the club
- Siempre al Top
- Charlotte, Champagne, Choripan
- Barats
- Congelé mi corazón
- Amiga Na’ Mas